# آرچانگلوس (رودس)
آرچانگلوس (به لاتین: Archangelos) یک منطقهٔ مسکونی در یونان است که در Rodos Municipality واقع شده‌است.